# Стюарт (Огайо)
Стюарт (англ. Stewart) — переписна місцевість (CDP) в США, в окрузі Афіни штату Огайо. Населення — 221 особа (2020).

## Географія
Стюарт розташований за координатами 39°18′29″ пн. ш. 81°53′51″ зх. д. / 39.30806° пн. ш. 81.89750° зх. д. (39.308029, -81.897488).  За даними Бюро перепису населення США в 2010 році переписна місцевість мала площу 0,77 км², уся площа — суходіл.

## Демографія
Згідно з переписом 2010 року, у переписній місцевості мешкало 247 осіб у 103 домогосподарствах у складі 68 родин. Густота населення становила 322 особи/км².  Було 116 помешкань (151/км²).
Расовий склад населення:
| - 97,2 % — білих - 0,8 % — корінних американців - 0,8 % — чорних або афроамериканців |

До двох чи більше рас належало 1,2 %. Частка іспаномовних становила 0,0 % від усіх жителів.
За віковим діапазоном населення розподілялося таким чином: 25,9 % — особи молодші 18 років, 62,0 % — особи у віці 18—64 років, 12,1 % — особи у віці 65 років та старші. Медіана віку мешканця становила 41,3 року. На 100 осіб жіночої статі у переписній місцевості припадало 96,0 чоловіків;  на 100 жінок у віці від 18 років та старших — 88,7 чоловіків також старших 18 років.
За межею бідності перебувало 26,8 % осіб, у тому числі 64,8 % дітей у віці до 18 років та 0,0 % осіб у віці 65 років та старших.
Цивільне працевлаштоване населення становило 178 осіб. Основні галузі зайнятості: освіта, охорона здоров'я та соціальна допомога — 65,2 %, роздрібна торгівля — 15,7 %, будівництво — 15,7 %.